# 장라벨
장라벨(프랑스어: Jean-Rabel, 아이티어: Jan Rabèl)은 아이티 북서부 주 몰생니콜라 구에 위치한 도시이다. 인구는 125,745(2003년)으로, 해발은 106m이다. 아이티에서 11번째로 인구가 많은 도시이다.